# Stazione di Novara
Stazione di Novara vasútállomás Olaszországban, Piemont régióban, Novara városában.

## Vasútvonalak
Az állomást az alábbi vasútvonalak érintik:
- Torino–Milánó-vasútvonal
- Arona–Novara-vasútvonal
- Biella–Novara-vasútvonal
- Domodossola-Novara-vasútvonal
- Novara–Pino-vasútvonal
- Novara–Varallo-vasútvonal
- Novara–Alessandria-vasútvonal

## Kapcsolódó állomások
A vasútállomáshoz az alábbi állomások vannak a legközelebb:
- Stazione di Ponzana (Torino–Milánó-vasútvonal)
- Stazione di Trecate (Torino–Milánó-vasútvonal)
- Stazione di Vignale (Arona–Novara-vasútvonal, Domodossola-Novara-vasútvonal, Novara–Varallo-vasútvonal)
- Agognate railway halt (Biella–Novara-vasútvonal)
- Stazione di Garbagna Novarese (Novara–Alessandria-vasútvonal)